# Međunarodni sud
Međunarodni sud (eng: International Court of Justice (ICJ) fr:Cour internationale de justice) glavno je sudsko tijelo Ujedinjenih naroda i jedno o pet glavnih tijela UN-a. Sud ima dvostruku funkciju, a to su rješavanje sporova među državama te davanje savjetodavnih mišljenja na zahtjev UN-a i drugih za to ovlaštenih međunarodnih organizacija. Sud djeluje u skladu sa svojim Statutom, koji je izrađen na temelju Statuta nekadašnjeg Stalnog suda međunarodne pravde  Arhivirana inačica izvorne stranice od 17. srpnja 2010. (Wayback Machine) (1922-1946). Statut je sastavni dio Povelje Ujedinjenih naroda. Sve članice Ujedinjenih naroda ipso facto su i stranke Statuta Međunarodnog suda.  Država koja nije članica Ujedinjenih naroda može postati stranka Statuta Međunarodnog suda uz uvjete koje, za svaki pojedini slučaj, određuje Opća skupština na preporuku Vijeća sigurnosti. Sjedište Suda je u Haagu.
Napomena: Međunarodni sud se ponekad pogrešno naziva Međunarodnim sudom pravde, vjerojatno iz netočnog prijevoda engleskog termina "court of justice", koji jednostavno znači "sud", a ne "sud pravde" (što je tautologija; ne postoje "sudovi nepravde"...). U službenom hrvatskom prijevodu Povelje Ujedinjenih naroda nedvosmisleno stoji "Međunarodni sud".

## Suci
Sud je zbor od 15 nezavisnih sudaca izabranih, bez obzira na njihovo državljanstvo, između osoba najvišega moralnog ugleda, koje ispunjavaju uvjete što se u njihovim državama traže za obavljanje najviših sudačkih služba, ili su pravnici, priznati kao stručnjaci međunarodnog prava. U njemu ne može biti više od jednog državljanina iste države. Članove suda biraju Opća skupština i Vijeće sigurnosti s popisa osoba koje predlažu nacionalne grupe Stalnoga arbitražnog suda. Izabrani su oni kandidati koji dobiju apsolutnu većinu glasova u Općoj skupštini i u Vijeću sigurnosti.

## Povijest
Prva stalna institucija osnovana radi rješavanja međunarodnih sporova bio je Stalni arbitražni sud (PCA), koji je stvoren Haškom mirovnom konferencijom 1899. Inicirao ruski car Nikola II., A konferencija je uključivala sve velike svjetske sile, kao kao i nekoliko manjih država, rezultirali su prvim multilateralnim ugovorima koji su se odnosili na vođenje ratova. Među njima je bila i Konvencija za pacifičko rješavanje međunarodnih sporova koja je utvrdila institucionalni i proceduralni okvir za arbitražni postupak koji bi se održao u Haagu, Nizozemska. Iako bi postupak podržavao stalni ured - čije bi funkcije bile jednake funkcijama tajništva ili sudskog registra - arbitre bi imenovale države osporavajuće iz veće baze koju pruža svaki član Konvencije. PCA osnovana je 1900. godine, a započela je postupak 1902. godine.
Druga Haška mirovna konferencija 1907. u kojoj je sudjelovala većina svjetskih suverenih država, revidirala je Konvenciju i poboljšala pravila koja reguliraju arbitražni postupak pred PCA. Tijekom ove konferencije, Sjedinjene Države, Velika Britanija i Njemačka podnijele su zajednički prijedlog stalnog suda čiji će suci služiti puno radno vrijeme. Budući da se delegati nisu mogli dogovoriti o odabiru sudaca, stvar je privremeno odložena do dogovora koji će biti usvojen na kasnijoj konvenciji.
Haške mirovne konferencije i ideje koje su iz njih proizašle utjecale su na stvaranje Srednjoameričkog suda pravde, koji je 1908. osnovan kao jedno od najranijih regionalnih pravosudnih tijela. Između 1911. i 1919. napravljeni su različiti planovi i prijedlozi za uspostavu međunarodnog sudskog suda, koji se ne bi realizirao u formiranje novog međunarodnog sustava nakon Prvog svjetskog rata.

### Osnivanje
Nakon vrhunca aktivnosti 1933. godine, PCIJ je počeo opadati zbog svojih rastućih međunarodnih tenzija i izolacionizma koji su obilježili to doba. Drugi svjetski rat djelotvorno je okončao Sud koji je posljednju javnu sjednicu održao u prosincu 1939., a posljednje naredbe izdao je u veljači 1940. Godine 1942. Sjedinjene Države i Velika Britanija zajednički su proglasile potporu uspostavljanju ili ponovnom uspostavljanju međunarodnog suda nakon rata, a 1943., Velika Britanija je predsjedavala skupinom pravnika iz cijelog svijeta, "Međuzavezničkim komitetom", koji je raspravljao o tom pitanju. Izvještaj iz 1944. godine preporučuje:
```
   * Statut bilo kojeg novog međunarodnog suda trebao bi se temeljiti na statutu PCIJ-a;
   * Novi bi sud trebao zadržati savjetodavnu nadležnost;
   * Prihvaćanje nove nadležnosti suda trebalo bi biti dobrovoljno;
   * Sud bi se trebao baviti samo pravosudnim, a ne političkim pitanjima
```

## Funkcija
Opseg suda obuhvaća širok spektar pravosudnih aktivnosti. Nakon što je sud presudio da tajni rat Sjedinjenih Država protiv Nikaragve krši međunarodno pravo (Nikaragva protiv Sjedinjenih Država), Sjedinjene Države povukle su se iz obavezne nadležnosti 1986. godine da prihvate nadležnost suda samo po diskrecijskoj osnovi. Poglavlje XIV Povelje Ujedinjenih naroda ovlašćuje Vijeće sigurnosti UN-a da izvršava presude Suda. Međutim, takva provedba podliježe moći veta pet stalnih članova Vijeća, što su Sjedinjene Države iskoristile u slučaju Nikaragve.

## Vanjske poveznice
- Međunarodni sud  Arhivirana inačica izvorne stranice od 23. travnja 2017. (Wayback Machine)